# Biatlon na Zimních olympijských hrách 1964
Biatlon na Zimních olympijských hrách 1964.

## Medailové pořadí zemí
| Pořadí | Země                | Zlato | Stříbro | Bronz | Celkově |
| ------ | ------------------- | ----- | ------- | ----- | ------- |
| 1.     | Sovětský svaz (URS) | 1     | 1       | 0     | 2       |
| 2.     | Norsko (NOR)        | 0     | 0       | 1     | 1       |
|        | Celkem              | 1     | 1       | 1     | 3       |

## Medailisté

### Muži
| Disciplína         | Zlato                                  | Výkon     | Stříbro                                 | Výkon     | Bronz                      | Výkon     |
| ------------------ | -------------------------------------- | --------- | --------------------------------------- | --------- | -------------------------- | --------- |
| vytrvalostní závod | Vladimir Melanin · Sovětský svaz (URS) | 1:20:26,8 | Alexandr Privalov · Sovětský svaz (URS) | 1:23:42,5 | Olav Jordet · Norsko (NOR) | 1:24:38,8 |